# 和田重良
和田 重良（わだ しげよし、1948年1月- ）は、日本の民間教育者、NPO法人くだかけ会代表。祖父は和田八重造、父は和田重正。

## 来歴
神奈川県小田原市生まれ。神奈川県立小田原高等学校、東京教育大学農学部卒業。父の一心寮の運営にたずさわり、1978年からくだかけ会の活動を始め、『月刊くだかけ』を刊行、1984年からくだかけ生活舎を運営し不登校などの青年たちと生活をともにする。1998年正力松太郎賞受賞。

## 著書
- 『心いっぱいに育て 同行教育家庭編』月刊「くだかけ」編集部編 くだかけ会 1991
- 『悩める14歳,そこから出発 実践人生科』月刊「くだかけ」編集部編 くだかけ会 1993
- 『いきいき教育はあんしん生活から』くだかけ社 くだかけ「よい生活」シリーズ 1995
- 『両手で生きる』くだかけ会 1997
- 『人生タネの本』くだかけ社 1998
- 『心いっぱいに育て』くだかけ社 2001
- 『ぼくはふうせん おばあちゃんのいいはなし ボザッピィとすてきな家族』くだかけ社 2001
- 『不登校たちの山暮らし日記』くだかけ社 2002
- 『老話 合歓の花の巻』老話の本をつくる会企画・編集 くだかけ社 2002
- 『いのちの満足』くだかけ会 2013

### 共編著
- 『<私>の教育 人間のための教育実践』笹井鳩子,相大二郎共著 くだかけ社 1999
- 『こころの芯を耕す こころの教育シンポジウムより』編 くだかけ会 2014

## 注
1. ↑  『現代日本人名録』2002年